# Glaphyropoma spinosum
Glaphyropoma spinosum är en fiskart som beskrevs av Bichuette, de Pinna och Trajano 2008. Glaphyropoma spinosum ingår i släktet Glaphyropoma och familjen Trichomycteridae. Inga underarter finns listade i Catalogue of Life.